# ヴィアティン三重
ヴィアティン三重（ヴィアティンみえ、英語: Veertien MIE）は、三重県の桑名市、いなべ市、員弁郡東員町、桑名郡木曽岬町、三重郡菰野町・川越町・朝日町をホームタウンとする、サッカークラブ。Jリーグ加盟を目指すクラブの1つである。日本フットボールリーグ（JFL）所属。

## 概要
Jリーグ百年構想の趣旨に賛同するサッカークラブとして2012年に設立された。
「ヴィアティン」とはオランダ語で「14」を示す言葉であり、クラブ設立前に視察をした、三世代が集まるオランダのスポーツコミュニティを手本とすることを念頭に置いている。またオランダ代表として活躍したヨハン・クライフの背番号14をも込めているという。クラブエンブレムにも、数字の「14」とオランダ代表のエンブレムにも用いられているライオンが描かれており、ライオンにはクライフの愛称「フライング・ダッチマン」にちなんで翼が描かれている。クラブマスコットはライオンの「ヴィアくん」。
ホームタウン創設当初は桑名市・四日市市を中心とする三重県全域としていたが、のちに亀山市・いなべ市・及び桑名郡木曽岬町・三重郡菰野町・朝日町の合計4市3町をホームタウンに制定。2015年2月設立の「ヴィアティン三重後援会」には三重県北勢地域の企業が多く参加し、上記7自治体の首長が名誉顧問として参加している。その後、市町村合併や亀山市・四日市市のホームタウンからの撤退と入れ替わりで試合会場のある員弁郡東員町をホームタウンに加え、現在は2市5町で構成されている。なお、下部組織については「桑名市、四日市市を中心とした三重県全域」をホームタウンとしている。
関連団体として「NPO法人ヴィアティンスポーツクラブ」を有している（後述）。

## 歴史
桑名市出身で、ファクトリーオートメーション設備を手がける株式会社グローバックスの中国法人を立ち上げた後藤大介（後に同社社長）が、帰国後に名古屋・大須で小学生向けモノづくり教室「ROBOBASE」を開講。その中でモノづくり以外の身体的なもの、スポーツの教育を提供したいとの想いを抱いていた2011年、名古屋グランパスエイトのクラブ立ち上げに携わりJリーグ技術委員長等を務めた山下則之と出会い、その縁でオランダを訪問して現地のスポーツコミュニティを目にしたことで、サッカー、さらにスポーツを通して、家族が意思疎通を取れるコミュニティを自身の生まれ育った三重県桑名で作りたいという想いをきっかけに、桑名市を拠点とした子どもたちの健全育成のための総合型クラブづくりに動き出したことを端緒とする。ちなみに後藤自身はサッカーの経験はほとんど無かったという。

### 2012年 - 2014年（都道府県リーグ）
2012年
1月にサッカークラブ「ヴィアティンFC」設立。後藤を代表、山下をGMとし、フランスなど海外クラブチームでのコーチ経験があるアイザック・ドルをテクニカルディレクターとして招聘。監督には名古屋でユース監督を務めたルーマニア人のドランチャーニュ・オヴィデューが就任し、コーチに元マインドハウス四日市主将で暁中学校・高等学校サッカー部顧問の海津英志が就任した。
新設クラブのため、最下位ディビジョンである三重県リーグブロックリーグ（県3部に相当）へ参戦。リーグ戦ではFC四日市セントラルに次ぐAブロック2位に終わったが、入替昇格戦に勝利し、県2部リーグへ昇格する。
下部組織として、ジュニアサッカースクールを開校し、ジュニアユースの三重北勢FCを吸収合併し、ヴィアティン北勢FCとしたほか、女子チーム（ヴィアティンFCレディース）も発足させた。
2013年
この年、J3リーグ発足を見据えて大幅に戦力を補強。山形からFW北村知隆とFW坂井将吾、鳥取からDF加藤秀典、北九州からGK水原大樹、JFLツエーゲン金沢からMF飛弾暁とJリーグ経験者が複数加入したほか、元札幌でいなべ市出身のDF和波智広が現役復帰し選手として加入した。専用グラウンド（人工芝）が完成。
三重県社会人サッカー選手権では、東海リーグ1部優勝のFC鈴鹿ランポーレを破るものの、県1部のマインドハウス四日市に敗れて準優勝。全社東海地区予選と、三重県選手権（天皇杯三重県代表決定戦）へ創設2年目での初出場を果たす（共に敗退）。リーグ戦では負けなしで、優勝したFC.ISE-SHIMAと得失点差の2位となり、1部昇格を果たす。
6月にはクラブがJ3リーグ加盟の前提となるJリーグ準加盟申請を行い、同時にチーム名をヴィアティン桑名に変更 が「書類不備」を理由として不受理となった。これについてクラブ側は詳細の経緯を公表し、「運営法人が「サッカークラブ運営が主たる業務としていると判断出来ない」（前述の通りクラブの源流が「ROBOBASE」であることから、ロボット教室が主たる業務であると判断された）として受理されなかった」ため「対策として、新しい法人を設立することを（Jリーグから）アドバイスされた」が「申請した時点で（新法人の）登記が完全に完了していないことが、書類が不十分である理由」と説明した。
下部組織では、ジュニアユースが日本クラブユース選手権三重県大会で優勝する。
2014年
クラブ発足時より監督を務めたドランチャーニュ・オヴィデューが退任し、コーチの海津英志が監督に昇格。
FW北村知隆とGK水原大樹が契約満了で退団したほか、MF山下真斗・FW上谷暢宏・FW樽谷俊哉の3選手が退団。一方、J3・琉球からFWエフライン・リンタロウが、関東1部・tonan前橋からDFドグラス（7月に日本国籍を取得し太倉坐ドゥグラスに改名）がそれぞれ完全移籍加入したほか、ナイジェリア出身の2選手を含む11選手が新加入した。
リーグ戦は同時昇格のFC.ISE-SHIMAと2分けした以外は全勝し優勝。第49回東海社会人サッカートーナメント大会Bブロックでも優勝し、東海リーグ2部昇格を果たした。
三重県社会人サッカー選手権ではFC鈴鹿ランポーレに敗れて2年連続の準優勝。三重県選手権（天皇杯三重県代表決定戦）ではFC鈴鹿ランポーレに3-2で雪辱を果たし、第94回天皇杯に初出場、1回戦を突破したものの2回戦でJ1・C大阪に延長戦の末2-4で敗退。
12月9日にチーム名称「ヴィアティン三重」への変更が発表された。

### 2015年 - 2016年（東海リーグ）
2015年
鳥取より藤牧祥吾、アイン食品より佐光塁、FC刈谷から鈴木聡、レイジェンド滋賀FCより岩田尚記らが加入した。
また2月には「ヴィアティン三重後援会」が発足した。準加盟申請時に却下の理由となっていたロボット教室「ROBOBASE」は講師の一人が立ち上げた「ジャパンロボットスクール株式会社」に運営が委譲され、クラブとは別法人となった。
東海リーグ2部では第8節・名古屋サッカークラブ戦に敗れ、最終節のFC.ISE-SHIMA戦に引き分けた以外は全勝。昇格初年度で初優勝を決めて1部昇格を果たした。
三重県社会人サッカー選手権では決勝でTSV1973四日市（旧・マインドハウス四日市）に敗れて2年連続の天皇杯出場はならず。
2016年
奈良クラブより稲森睦、松江シティFCより田中優毅、SP京都FCより岩崎晃也らが加入。
2月5日に行われた「ヴィアティン三重後援会」総会では小林長久（日本トランスシティ代表取締役会長）が会長、鈴木英敬（三重県知事）が名誉会長に就任。
東海リーグ1部ではFC刈谷、鈴鹿アンリミテッドFCに次ぐ3位に終わったものの、第52回全国社会人サッカー選手権大会では3位に入り、全国地域サッカーチャンピオンズリーグ2016の参加権を獲得すると、全国地域サッカーチャンピオンズリーグでは、1次ラウンドグループAを全勝の1位で通過し決勝ラウンドに進んだ。
決勝ラウンドでは、初戦に全国社会人サッカー選手権大会1位の三菱自動車水島FCに2-1で勝利、2戦目には1次ラウンドで3-0で勝利したFC今治に0-3で敗北するも、最終戦に三重県勢同士の対決となった鈴鹿アンリミテッドFCとの試合に4-1で勝利したことでチームの決勝ラウンド2位が確定し、JFL昇格権を獲得。12月7日に行われたJFL理事会でJFL昇格が正式に決定した。

### 2017年 - （JFL）
2017年
鈴鹿アンリミテッドFCより北野純也と野口遼太、松本山雅FCより道上隼人、環太平洋大学より美野佑太、大阪体育大学より山田大地と中道竜太が加入。
1stステージでは、中断までの4試合中2勝という上々の滑り出しを見せた。途中、故障者が相次いで2カ月弱勝ち星に見放されたが、最終的に5勝を挙げ9位に付けた。2ndステージでは状況が打って変わり暗転した。2ndステージ開幕戦では試合を支配しながらドロー。ステージ初勝利は、ステージ折り返し地点を過ぎた第9節であり、最終的には2勝にとどまり、最下位に沈んだ。
守備は加藤秀典、和波智広がシーズン終盤まで牽引したものの、地域リーグ時代から弱点だった中盤は改善できず、攻守両面で選択肢を狭める結果になった。攻撃においては1stステージはリーグ6番目の22得点を挙げたが、相手の研究が進んだ2ndステージでは13得点に激減。10点の大台に乗せたFW藤牧祥吾、北野純也の両選手が個の力は示したものの、連係で不安を残した。生命線のサイド攻撃を封じられたまま敗れた試合も少なくなかった。
監督の海津英志は「第1ステージはリスクを冒して攻めていったが、打ち合いの試合ばかりでは限界がある」、「第2ステージは守備を重視してバランスを取りに行き、結果的に攻守とも中途半端になった。それだけの力がなかった」と振り返った。主将である稲森睦も「上位は控えも遜色ないレベルだが、うちは使い分けられるほどの選手層がなかった。暑い時期を境に失点が増えてしまった」と振り返った。
シーズン通算成績は7勝8分15敗、勝ち点は29。総合順位は12位であり、降格チームとはわずか1勝差でシーズンを終えた。
2018年
ヴァンラーレ八戸FCより野垣内俊、奈良クラブから岸上和樹が加入したほか、福島から蓮沼翔太が期限付き加入、また高卒・大卒ルーキー9名が新加入した。
JFL 2年目は、昨年より勝ち点を6つ伸ばし、順位も一つ上げたが、Jリーグ入りの最低条件となるJFL4位以内には遠く、シーズン通算成績は9勝13分8敗、勝ち点は35。総合順位は11位でシーズンを終え、課題が浮き彫りになった。最終戦の後、監督の海津英志は「シーズン終盤は勝ち星を重ねられなかった。苦しいところで守り切るなど少しの差を埋めないといけない」と振り返った。
シーズン終了後には、海津英志の監督退任を発表。後任は、Jリーグの監督経験者を軸に人選を進め、上野展裕の就任が発表された。
2019年
鳥取より原口拓人、新潟より西村竜馬、富山より進藤誠司、コバルトーレ女川より井上丈、鈴鹿アンリミテッドFCより曵地裕哉、東京23FCより沓掛元気（シーズン途中で東京23FCに完全移籍）が加入したほか、鹿児島より寺田匡史、千葉より古川大悟（8月-）、群馬より加藤健人（8月-）が期限付き移籍加入、また高卒・大卒ルーキー4名が新加入となった。
前年より勝ち点を4つ伸ばしたが、勝ち切れない試合が多く、シーズン通算成績は10勝9分11敗、勝ち点39、リーグ戦10位でフィニッシュした。
2019年11月29日、この年主催15試合すべてを開催した東員町スポーツ公園陸上競技場（員弁郡東員町）の指定管理者となることが、同町議会により正式に承認された。期間は2020年4月から2030年3月にかけての10年間。これを受け、同スタジアムをJ3リーグ昇格に必須とされる座席5,000人以上収容可能なスタンドへの増築を含めた改修工事を2019年12月より2020年3月のJFLリーグ開幕までに取り掛かることも発表された
これと併せて、J3リーグ昇格に必要なJリーグ百年構想クラブ（準会員資格）入会へ向けた申請書類を提出したことを発表した。今後ホームタウン自治体やクラブに対してJリーグからの聞き取り（ヒヤリング）調査を行い、2020年2月のJリーグ理事会に諮り、入会承認を目指す。
2020年
京都より望月嶺臣、甲府より佐藤洸一、岩手より太田賢吾と廣田隆治、MIOびわこ滋賀より森建太、東京武蔵野シティFCより大竹陸が加入したほか、徳島より久米航太郎が期限付き移籍加入、高卒・大卒ルーキー5名が新加入となった。また、前年は鹿児島からの期限付き移籍だった寺田匡史が完全移籍に移行、千葉から期限付き移籍中の古川大悟が移籍期間を1年延長し残留した。
2月25日、Jリーグ百年構想クラブとして承認。その後、6月30日には、2021年J3リーグ加盟へ向けたJ3リーグライセンスの申請を行った。9月15日にJリーグからJ3ライセンスが交付された。
最終節までJ3昇格の可能性を残していたが、高知ユナイテッドSCに0 - 1で敗れたため、6位でシーズン終了、J3昇格はならなかった。
2021年
福島より橋本拓門、八戸より穂積諒、Honda FCより山藤健太、松江シティFCより酒井達磨、奈良クラブより田宮碧人と早坂翔、菅野哲也、ホンダロックSCより髙橋虎太郎、アルティスタ浅間より鈴木透が加入したほか、大卒ルーキー2名が新加入となった。
リーグ戦は2連敗でスタート、その後も不安定な試合が続き、6月の第13節FC刈谷戦を以て、成績不振により監督の上野展裕との契約を解除した。暫定監督には、ゼネラルマネージャーの山本好彦が同職兼任で就任、その後正式に監督に就任した。しかし、監督交代後も成績は上向かず、第30節終了時点でJ3昇格の可能性が消滅、結局11位でシーズンを終えた。
また、8月22日に行われたJFL第19節いわきFC戦の試合前、ライブ配信で撮影をしていたヴィアティン三重のベンチ外の選手が対戦相手のいわきFCや三重サポに対して不適切な発言の事象が発生し、この件で該当する選手5人への処分を発表する事態となった（1人に2試合の出場停止と厳重注意。残り4人に厳重注意）。
11月24日に監督兼ゼネラルマネージャーの山本好彦が両職から退任した。
2022年
新監督に地元川越町出身の樋口靖洋が就任した。
秋田より谷奥健四郎、鈴鹿ポイントゲッターズより田村翔太、奈良クラブより金成純、FCマルヤス岡崎より寺尾憲祐、沖縄SVより藤澤典隆、VONDS市原FCより森主麗司が加入したほか、大卒ルーキー2名が新加入となった。
リーグ戦は3連勝でスタートしたが、第4節Honda FC戦からの5試合勝ちなし（3分2敗）があったものの、前半戦は5位で折り返す。しかし、後半戦は不安定な試合が続き、総合7位でシーズンを終えた。
2023年
鈴鹿ポイントゲッターズより上田駿斗、東京武蔵野ユナイテッドFCより梁賢柱、栃木シティFCより吉田篤志、VONDS市原FCより安西海斗、ポーランド・KSポゴニ・スクヴェルジナより野村昌平が加入したほか、湘南より真田幸太と石井大生が期限付き移籍加入、大卒ルーキー1名が新加入となった。
2月22日にJリーグ百年構想クラブから脱退することを発表。これは2022年12月の規約改訂でJリーグ百年構想クラブであることがJリーグ入会条件から外れたことによるもので、クラブはこれまで通りJリーグ参入を目指すとしている。
同年申請したJ3ライセンスは交付され、10月24日に開催されたJリーグ理事会において、シーズン2位以内という最終順位の要件を満たすことを条件にJリーグ（J3）への入会を認めることが承認されていたものの、11月4日に行われたJFL第27節対ヴェルスパ大分戦に1-2で敗れ、同日勝利した2位ソニー仙台FCとの勝点差が残り3試合で12となり、シーズン3位以下が確定すると同時に、2024年J3リーグへの加入可能性が消滅した。この年限りで樋口監督が退任。最終節、J3・JFL入れ替え戦進出を狙う2位レイラック滋賀との試合で0-2から追いつき引き分け、結果的に滋賀の入れ替え戦進出を阻止する形となったものの、後半戦通算で僅か3勝（5分6敗）に終わったこともあり、最終順位は10位となった。
2024年
新監督に間瀬秀一が就任した。
| 順 | チーム                    | 試 | 勝 | 分 | 敗 | 得 | 失 | 差  | 点 | 昇格または降格                     |
| -- | ------------------------- | -- | -- | -- | -- | -- | -- | --- | -- | ---------------------------------- |
| 1  | 栃木シティ (C, P)         | 30 | 19 | 7  | 4  | 66 | 35 | +31 | 64 | 優勝、J3加盟                       |
| 2  | 高知ユナイテッドSC (Q, P) | 30 | 16 | 7  | 7  | 36 | 22 | +14 | 55 | J3・JFL入れ替え戦、J3加盟          |
| 3  | FCティアモ枚方            | 30 | 15 | 5  | 10 | 49 | 45 | +4  | 50 |                                    |
| 4  | レイラック滋賀            | 30 | 14 | 6  | 10 | 47 | 32 | +15 | 48 |                                    |
| 5  | ヴィアティン三重          | 30 | 13 | 9  | 8  | 41 | 33 | +8  | 48 |                                    |
| 6  | ヴェルスパ大分            | 30 | 11 | 12 | 7  | 37 | 37 | 0   | 45 |                                    |
| 7  | Honda FC                  | 30 | 11 | 10 | 9  | 34 | 27 | +7  | 43 |                                    |
| 8  | ブリオベッカ浦安          | 30 | 12 | 6  | 12 | 39 | 36 | +3  | 42 |                                    |
| 9  | 沖縄SV                    | 30 | 11 | 8  | 11 | 52 | 44 | +8  | 41 |                                    |
| 10 | ラインメール青森          | 30 | 9  | 14 | 7  | 32 | 26 | +6  | 41 |                                    |
| 11 | アトレチコ鈴鹿クラブ      | 30 | 10 | 7  | 13 | 39 | 42 | −3  | 37 |                                    |
| 12 | ソニー仙台FC (Z)          | 30 | 10 | 7  | 13 | 34 | 40 | −6  | 37 | 活動終了（JFL退会）                |
| 13 | FCマルヤス岡崎            | 30 | 6  | 12 | 12 | 30 | 39 | −9  | 30 |                                    |
| 14 | クリアソン新宿            | 30 | 5  | 11 | 14 | 19 | 44 | −25 | 26 |                                    |
| 15 | 横河武蔵野FC              | 30 | 5  | 8  | 17 | 26 | 56 | −30 | 23 |                                    |
| 16 | ミネベアミツミFC (O)      | 30 | 5  | 7  | 18 | 25 | 48 | −23 | 22 | JFL・地域リーグ入れ替え戦、JFL残留 |

2025年
間瀬秀一監督の就任2年目シーズン。序盤こそ良かったが、第9節のFCティアモ枚方戦の勝利以降勝利がなく7月12日のいわてグルージャ盛岡も2-0で敗れて7試合勝利が無く、順位も11位に後退したところで7月15日に間瀬監督との契約を解除して、後任の監督に菅原太郎コーチを昇格させた。
| 順 | チーム                 | 試 | 勝 | 分 | 敗 | 得 | 失 | 差  | 点 | 昇格または降格            |
| -- | ---------------------- | -- | -- | -- | -- | -- | -- | --- | -- | ------------------------- |
| 1  | レイラック滋賀         | 16 | 9  | 4  | 3  | 25 | 18 | +7  | 31 | 優勝、J3加盟              |
| 2  | 沖縄SV                 | 16 | 9  | 4  | 3  | 20 | 14 | +6  | 31 | J3・JFL入れ替え戦         |
| 3  | Honda FC               | 16 | 8  | 6  | 2  | 24 | 13 | +11 | 30 |                           |
| 4  | ラインメール青森       | 16 | 8  | 6  | 2  | 19 | 8  | +11 | 30 |                           |
| 5  | ヴェルスパ大分         | 16 | 8  | 5  | 3  | 21 | 11 | +10 | 29 |                           |
| 6  | FCティアモ枚方         | 16 | 7  | 4  | 5  | 28 | 24 | +4  | 25 |                           |
| 7  | ブリオベッカ浦安・市川 | 16 | 6  | 6  | 4  | 15 | 14 | +1  | 24 |                           |
| 8  | いわてグルージャ盛岡   | 16 | 6  | 3  | 7  | 22 | 20 | +2  | 21 |                           |
| 9  | アトレチコ鈴鹿クラブ   | 16 | 5  | 5  | 6  | 16 | 25 | −9  | 20 |                           |
| 10 | ミネベアミツミFC       | 16 | 5  | 4  | 7  | 18 | 15 | +3  | 19 |                           |
| 11 | ヴィアティン三重       | 16 | 4  | 7  | 5  | 18 | 20 | −2  | 19 |                           |
| 12 | FCマルヤス岡崎         | 16 | 4  | 4  | 8  | 13 | 22 | −9  | 16 |                           |
| 13 | クリアソン新宿         | 16 | 4  | 3  | 9  | 12 | 16 | −4  | 15 |                           |
| 14 | Y.S.C.C.横浜           | 16 | 3  | 5  | 8  | 15 | 28 | −13 | 14 |                           |
| 15 | 横河武蔵野FC           | 16 | 3  | 3  | 10 | 8  | 19 | −11 | 12 | JFL・地域リーグ入れ替え戦 |
| 16 | 飛鳥FC                 | 16 | 2  | 5  | 9  | 9  | 16 | −7  | 11 | JFL退会                   |

## タイトル

### リーグ戦
- 東海社会人サッカーリーグ2部：1回
  - 2015年

### カップ戦
- 三重県クラブ選手権（全国クラブチームサッカー選手権大会予選） - 準優勝（2012）
- 三重県サッカー選手権大会（天皇杯三重県予選）4回
  - 2014年、2019年、2023年、2024年
- 全国地域サッカーチャンピオンズリーグ - 準優勝（2016）

## ホームスタジアム
ホームスタジアムはLA・PITA東員スタジアム（東員町スポーツ公園陸上競技場、員弁郡東員町）である。2017年までは、四日市市中央陸上競技場（四日市市）や三重交通G スポーツの杜鈴鹿（県営鈴鹿スポーツガーデン） サッカー・ラグビー場メイングラウンド（鈴鹿市）、上野運動公園競技場（伊賀市）でもホームゲームを開催していたが、2018年から東員町スポーツ公園陸上競技場にメインをにほぼ集約するようになり、2019年は全主催15試合を開催した。上記にある通り、2020年4月から10年間、スタジアムの指定管理者となることが決定した。
練習は主にNTN総合運動公園（桑名市総合運動公園）サッカー場で行う。

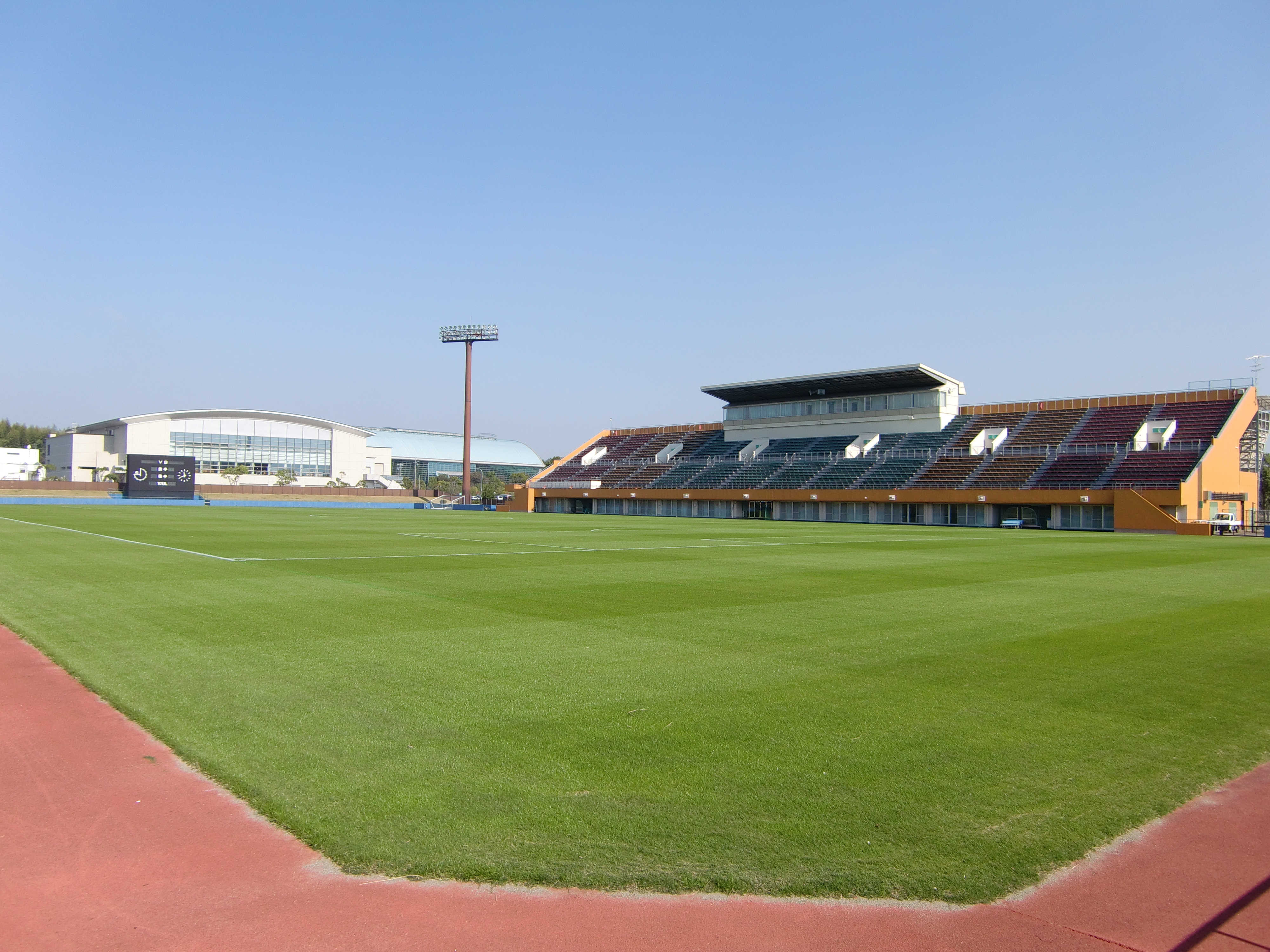
三重交通G スポーツの杜 鈴鹿サッカーラグビー場メイングラウンド

## 下部組織
下部組織はNPO法人「ヴィアティンスポーツクラブ」により運営されている。同法人はサッカースクールやランニングクラブ、ハンドボールなど総合型地域スポーツクラブの運営を行っている。
2012年、桑名市にてトップチーム発足と共にジュニアサッカースクールを設立。育成年代の発達段階に応じたコーディネーショントレーニングを行うために、U-6,U-8,U-10,U-12というように細かく年代分けをしてスクール展開をしている。さらに、U-15年代によるヴィアティン北勢FC（当時）を設立し、ジュニアユースも活動している。サッカー選手の人材育成と、地域におけるサッカーの普及・サッカー文化の発展を目指している。

### ユース（U18）
2014年度にチーム発足。
2015年、浅野博史が監督就任。
2018年以降は活動を休止している。

### ジュニアユース（U15）
北勢FCを前身とし、ヴィアティン発足とともにヴィアティン三重北勢FCへ改称。現在はヴィアティン三重U15として活動している。
所属リーグはMie（U-15）サッカーリーグ1部と4部に所属。
ジュニアユースの出身選手として、サンフレッチェ広島F.Cに森島司が2016年より加入。

### ヴィアティン三重レディース
2012年発足。2023年度の所属はなでしこリーグ2部。

### 主な獲得タイトル

#### ジュニアユース
- 2013年
  - クラブユース選手権三重県大会 優勝

## ユニフォーム

### クラブカラー
- オレンジ
  - 発足当初よりオランダカラーであるオレンジを使用。

### ユニフォームスポンサー
| 掲出箇所   | スポンサー名           | 表記                           | 年度     | 備考 |
| 胸         | コスモ石油四日市製油所 | cosmo                          | 2020年 - | 2019年は鎖骨右側 2019年は「コスモ石油」表記 |
| 鎖骨       | ヤマダイ食品           | yamadai                        | 2019年 - | 左側に表記 2019年 - 2020年は「ヤマダイ食品」表記 |
| 鎖骨       | 日本トランスシティ     | TRΛNCУ                         | 2020年 - | 右側に表記 2020年 - 2023年は「TRΛNCУ 日本トランスシティ」表記 |
| 背中上部   | 三重平安閣             | 三重平安閣グループ             | 2021年 - | 2020年は袖 |
| 背中下部   | 佐藤製作所             | 佐藤製作所                     | 2023年 - | |
| 袖         | セキスイハイム中部     | セキスイハイム中部             | 2023年 - | |
| パンツ前面 | 四日市事務機センター   | YJC四日市事務機センター YONJIM | 2017年 - | 2015年 - 2016年は背中上部 2015年 - 2016年・2021年は 「YJC四日市事務機センター」表記 2017年 - 2020年は「YJC四日市」 「事務機センター」の2段表記 2022年は「YJC四日市事務機センター」 「YONJIMCO., LTD.」の2段表記 |
| パンツ背面 | 三十三銀行             | 三十三銀行                     | 2021年 - | 2015年 - 2016年はパンツ前面 2017年 - 2020年は背中上部 2015年 - 2018年は「三重銀行」表記 2019年 - 2021年は「33FG」表記 2019年 - 2021年は 三十三フィナンシャルグループ名義                                        |

### ユニフォームサプライヤーの遍歴
- 2012年[39]：トレス
- 2013年 - 2014年：ロット
- 2015年 - 2019年：ミズノ
- 2020年：プーマ[40][41]
- 2021年 - 2022年：ウォンド[42]
- 2023年[43] - 2024年[44]：スフィーダ
- 2025年[39] - 現在：トレス

### 歴代ユニフォーム
| FP 1st |      |      |      |        |
| 2016   | 2017 | 2018 | 2019 | 2020   |
| 2021   | 2022 | 2023 | 2024 | 2025 - |
|        |      |      |      |        |

| FP 2nd |      |      |      |        |
| 2016   | 2017 | 2018 | 2019 | 2020   |
| 2021   | 2022 | 2023 | 2024 | 2025 - |
|        |      |      |      |        |

### 歴代ユニフォームスポンサー表記
| 年度 | 箇所         | 箇所         | 箇所                      | 箇所                    | 箇所                        | 箇所                       | 箇所                                    | 箇所       | サプライヤー |
| 年度 | 胸           | 鎖骨左       | 鎖骨右                    | 背中上部                | 背中下部                    | 袖                         | パンツ前面                              | パンツ背面 | サプライヤー |
| 2012 | -            | 解禁前       | 解禁前                    | -                       | 解禁前                      | -                          | 丹羽長命整体                            | 解禁前     | TRES         |
| 2013 | -            | 解禁前       | 解禁前                    | 丹羽長命整体            | 解禁前                      | AGK 株式会社アンド技研工業 | supply good car for you. BOARS          | 解禁前     | Lotto        |
| 2014 | ASAHI GLOVAL | 解禁前       | 解禁前                    | 丹羽長命整体            | 解禁前                      | ORANGE KUWANA              | supply good car for you. BOARS          | 解禁前     | Lotto        |
| 2015 | ASAHI GLOVAL | 解禁前       | 解禁前                    | YJC四日市事務機センター | 解禁前                      | 佐藤病院                   | 三重銀行                                | 解禁前     | Mizuno       |
| 2016 | ASAHI GLOVAL | 解禁前       | 解禁前                    | YJC四日市事務機センター | -                           | 佐藤病院                   | 三重銀行                                | 解禁前     | Mizuno       |
| 2017 | ASAHI GLOVAL | 解禁前       | 解禁前                    | 三重銀行                | ヤマモリ                    | 佐藤病院                   | YJC四日市 事務機センター                | 解禁前     | Mizuno       |
| 2018 | ASAHI GLOVAL | -            | -                         | 三重銀行                | ヤマモリ                    | 佐藤病院                   | YJC四日市 事務機センター                | 解禁前     | Mizuno       |
| 2019 | ASAHI GLOVAL | ヤマダイ食品 | コスモ石油                | 33FG                    | ヤマモリ                    | 佐藤病院                   | YJC四日市 事務機センター                | 解禁前     | Mizuno       |
| 2020 | cosmo        | ヤマダイ食品 | TRΛNCУ 日本トランスシティ | 33FG                    | HAGINO METAL WORKS CO.,LTD. | 三重平安閣グループ         | YJC四日市 事務機センター                | -          | PUMA         |
| 2021 | cosmo        | yamadai      | TRΛNCУ 日本トランスシティ | 三重平安閣グループ      | COROLLA MIE                 | (株)後藤パイピング         | YJC四日市事務機センター                 | 33FG       | LWOND        |
| 2022 | cosmo        | yamadai      | TRΛNCУ 日本トランスシティ | 三重平安閣グループ      | COROLLA MIE                 | (株)旭興業                 | YJC四日市事務機センター YONJIMCO., LTD. | 三十三銀行 | LWOND        |
| 2023 | cosmo        | yamadai      | TRΛNCУ 日本トランスシティ | 三重平安閣グループ      | 佐藤製作所                  | セキスイハイム中部         | YJC四日市事務機センター YONJIM          | 三十三銀行 | sfida        |
| 2024 | cosmo        | yamadai      | TRΛNCУ                    | 三重平安閣グループ      | 佐藤製作所                  | セキスイハイム中部         | YJC四日市事務機センター YONJIM          | 三十三銀行 | sfida        |

## スポンサー
- 詳細については ヴィアティン三重HP を参照。
- 2018年7月、コスモ石油とのスポンサー契約を締結した[45]。

## チーム情報

### スタジアムDJ
- 川道良明 - 2015年5月　-

### チアリーディング
- ヴィアティン三重チア[46]

### オフィシャル・サポーターズ・ソング
- Chelsy - Orange -

## メディア

### テレビ
- 三重テレビ放送『とってもワクドキ!』（毎月第4火曜日18時～18時55分、Go J ヴィアティン）
- ラッキータウンテレビ『ビンビンヴィアティン!』（毎日8時～、12時～、23時～約10分間）

### ラジオ
- FM三重『広瀬隆のラジオ魂』（毎週木曜日14時21分、バモス!! ヴィアティン三重）
- FMよっかいち『Evening Wave』（毎月第1・3水曜日17時10分、GO TO VEERTIEN!!）
- スズカ・ヴォイスFM『大好き! ヴィアティン』（毎週月曜日18時00分～、再放送毎週土曜日15時～）